# Länsväg 302
Länsväg 302 går sträckan Kungsgården - Järbo - Länsväg 272.
Den är 23 km lång och går i Gävleborgs län, i Sandvikens och Ockelbo kommun. Länsväg 302 fungerar som en förbindelseväg mellan E16 vid Kungsgården och länsväg 272 mellan Sandviken och Ockelbo.

## Anslutningar
- E16
- länsväg 272

## Historia
Vägen har haft samma nummer, 302, sedan vägnummer infördes i Sverige 1944. Den går också i samma sträckning som då.